# Куинджи, Анатолий Александрович
Анатолий Александрович Куинджи — советский хозяйственный, государственный и политический деятель.

## Биография
Родился в 1906 году в Баку. Член КПСС с года.
С 1924 года — на хозяйственной, общественной и политической работе. В 1924—1960 гг. — красноармеец, инженерно-технический работник в Рабоче-Крестьянской Красной Армии и авиационной промышленности СССР, главный инженер завода № 500, главный инженер завода № 24 Наркомата/Министерства авиационной промышленности СССР.
За работу в области машиностроения был в составе коллектива удостоен Сталинской премии за выдающиеся изобретения и коренные усовершенствования методов производственной работы второй степени в области машиностроения 1952 года.
Умер после 1960 года.